# Fulgor Omegna 2011-2012
La Paffoni Omegna 2011-2012 ha preso parte al campionato di Divisione Nazionale A e alla Coppa Italia LNP.
La squadra si è classificata al 1º posto della DNA, venendo poi eliminata in semifinale play-off, mancando pertanto la promozione in Legadue; ha vinto la Coppa Italia battendo in finale la Zerouno Torino.

## Verdetti stagionali
Competizioni nazionali
- Divisione Nazionale A:

stagione regolare: 1º posto su 24 squadre (30-4);
playoff: eliminazione in semifinale dalla FMC Ferentino (0-2).
- Coppa Italia LNP:

vittoria in finale contro la Zerouno Torino.

## Storia
Per panchina del club viene ingaggiato coach Giampaolo Di Lorenzo, con l'obiettivo di centrare la promozione in Legadue. Proprio per questa ragione in estate la società ingaggia l'esperto playmaker Matteo Bertolazzi, acquisendo inoltre i prestiti di giovani promettenti come Tommaso Raspino e Andrea Saccaggi.
Grazie a un grande girone d'andata di campionato, la squadra si qualifica alle final four di Coppa Italia LNP, che vince per la prima volta nella sua storia il 18 marzo 2012, battendo in una finale combattuta Torino 57-52. Poche settimane più tardi arriva anche la vittoria della stagione regolare del campionato, portato a termine con trenta vittorie e sole quattro sconfitte.
La serie dei play-off vede la squadra impegnata direttamente dalle semifinali, dove incontra la FMC Ferentino al meglio delle tre gare; gara-1 si chiude con una sconfitta per la Paffoni al PalaBattisti (70-71), dopo essere stata costantemente in vantaggio anche di dieci punti.
Gara-2 in terra laziale, chiede alla squadra rosso-verde un'impresa: nei primi due quarti sembra essere alla portata della squadra piemontese la vittoria corsara (massimo vantaggio +15), ma la reazione dei laziali è imponente, e per la Paffoni non c'è niente da fare. Sconfitta in gara-2 (71-78) e sogno promozione che svanisce. La FMC Ferentino si conferma bestia nera dell'annata omegnese: tre sconfitte su tre partite.

## Roster
| Giocatori |
| --------- |

|    | Naz.              | Ruolo | Sportivo           | Anno | Alt. | Peso |  |
| -- | ----------------- | ----- | ------------------ | ---- | ---- | ---- |  |
| 5  | Italia (bandiera) | P     | Matteo Bertolazzi  | 1979 | 188  | 77   |  |
| 6  | Italia (bandiera) | GA    | Lorenzo Marzorati  | 1994 | 189  | 70   |  |
| 7  | Italia (bandiera) | G     | Pierpaolo Picazio  | 1979 | 193  | 87   |  |
| 8  | Italia (bandiera) | GA    | Tommaso Raspino    | 1989 | 198  | 80   |  |
| 11 | Italia (bandiera) | AC    | Daniele Casadei    | 1981 | 200  | 95   |  |
| 12 | Italia (bandiera) | P     | Mohamed Touré      | 1992 | 189  | 78   |  |
| 14 | Italia (bandiera) | AC    | Stefano Masciadri  | 1989 | 200  | 93   |  |
| 15 | Italia (bandiera) | C     | Paolo Paci         | 1990 | 205  | 108  |  |
| 18 | Italia (bandiera) | C     | Franco Prelazzi    | 1979 | 205  | 112  |  |
| 19 | Italia (bandiera) | GA    | Riccardo Scomparin | 1992 | 195  | 75   |  |
| 20 | Italia (bandiera) | P     | Andrea Saccaggi    | 1989 | 192  | 83   |  |

| Staff tecnico |
| --- |
| Allenatore: Giampaolo Di Lorenzo Vice-allenatore: Gabriele Grazzini Preparatore Atletico: Michele Iacomucci Fisioterapista: Francesco Luisetti Fisioterapista: Manuel Gavioli Medico: Aldo Gioria |

## Risultati

### Campionato

#### Regular Season
| Arbitri: | Michele Capurro Alessandro Nicolini |

|            |       |                       |
| Villani 15 | Punti | 19 Casadei, Masciadri |

| Arbitri: | Marco Ce' Federico Del Felice |

|              |       |           |
| Masciadri 23 | Punti | 15 Gigena |

| Arbitri: | Davide Scudiero Manuel Tomasoni |

|                |       |             |
| Vico Carlos 20 | Punti | 22 Saccaggi |

| Arbitri: | Mauro Ceratto Federico Brindisi |

|             |       |            |
| Prelazzi 16 | Punti | 14 Broglia |

| Arbitri: | Alessio Fabiani Riccardo Bianchini |

|                          |       |        |
| Bertolazzi, Masciadri 17 | Punti | 19 Mei |

| Arbitri: | Pierantonio Riosa Paolo Cherbaucich |

|             |       |         |
| Prelazzi 21 | Punti | 22 Bona |

| Arbitri: | Marco Rudellat Beniamino Manuel Attard |

|            |       |                        |
| Carrizo 17 | Punti | 17 Masciadri, Prelazzi |

| Arbitri: | Michele Capurro Corrado Triffiletti |

|             |       |               |
| Prelazzi 15 | Punti | 14 Gialloreto |

| Arbitri: | Fabrizio Paglialunga Daniele Yang Yao |

|             |       |            |
| Prelazzi 21 | Punti | 19 Prandin |

| Arbitri: | Alessandro Nicolini Sergio Noce |

|           |       |            |
| Forray 14 | Punti | 21 Casadei |

| Arbitri: | Marco Pisoni Saverio Barone |

|             |       |                                      |
| Saccaggi 20 | Punti | 12 Baldi Rossi, Bisconti, Poltroneri |

| Arbitri: | Daniele Turbati Luigi Morante |

|          |       |                                          |
| Amici 26 | Punti | 17 Masciadri, Picazio, Raspino, Saccaggi |

| Arbitri: | Paolo Lestingi Andrea Longobucco |

|            |       |                      |
| Casadei 16 | Punti | 14 Cissè, Migliorini |

| Arbitri: | Angelo Caforio Pierpaolo Canestrelli |

|          |       |            |
| Borra 22 | Punti | 15 Picazio |

| Arbitri: | Angelo Valerio Bramante Christian Borgo |

|             |       |               |
| Saccaggi 21 | Punti | 18 Portannese |

| Arbitri: | Roberto Biasini Alex D'Amato |

|            |       |              |
| Gandini 18 | Punti | 20 Masciadri |

| Arbitri: | Matteo Boninsegna Martino Caroli |

|            |       |                   |
| Casadei 18 | Punti | 16 Dri, Raminelli |

| Arbitri: | Vincenzo Volpe Andrea Agostino Chersicla |

|              |       |            |
| Silimbani 10 | Punti | 17 Raspino |

| Arbitri: | Marco Ce' Enrico D'Orazio |

|            |       |              |
| Picazio 16 | Punti | 19 Tessitori |

| Arbitri: | Gianguido Vanni Degli Onesti Daniele Yang Yao |

|            |       |                       |
| Mićević 17 | Punti | 16 Casadei, Masciadri |

| Arbitri: | Beniamino Manuel Attard Achille Ascione |

|             |       |               |
| Saccaggi 14 | Punti | 17 Baroncelli |

| Arbitri: | Alessandro Tirozzi Riccardo Bianchini |

|          |       |            |
| Musso 20 | Punti | 22 Casadei |

| Arbitri: | Pierantonio Riosa Enrico Boscolo |

|             |       |            |
| Contento 20 | Punti | 15 Picazio |

| Arbitri: | Marco Rudellat Alessandro Loscalzo |

|            |       |          |
| Casadei 26 | Punti | 20 Pazzi |

| Arbitri: | Jacopo Colasanti Alessio Fabiani |

|             |       |             |
| Truccolo 26 | Punti | 20 Saccaggi |

| Arbitri: | Davide Scudiero Andrea Agostino Chersicla |

|            |       |            |
| Raspino 16 | Punti | 12 Bellina |

| Arbitri: | Pierpaolo Canestrelli Stefano De Rosas |

|           |       |            |
| Borgna 15 | Punti | 16 Casadei |

| Arbitri: | Alessandro Buttinelli Alex D'Amato |

|         |       |            |
| Paci 17 | Punti | 15 Zanella |

| Arbitri: | Martino Caroli Saverio Barone |

|               |       |            |
| Portannese 38 | Punti | 23 Picazio |

| Arbitri: | Marco Pisoni Marco Sivieri |

|            |       |                     |
| Casadei 16 | Punti | 14 Ruzzier, Ferraro |

| Arbitri: | Dario Cilento Giancarlo Borrelli |

|        |       |            |
| Dri 25 | Punti | 21 Raspino |

| Arbitri: | Andrea Longobucco Luciano Portaluri |

|            |       |            |
| Raspino 14 | Punti | 24 Amoroso |

| Arbitri: | Matteo Boninsegna Mauro Pansecchi |

|                |       |             |
| Evangelisti 17 | Punti | 16 Saccaggi |

| Arbitri: | Pierpaolo Canestrelli Giancarlo Wasserman |

|             |       |         |
| Prelazzi 15 | Punti | 17 Crow |

#### Post season

##### Semifinale Play-off
| Arbitri: | Giancarlo Tirozzi Giancarlo Borrelli |

|              |       |            |
| Masciadri 18 | Punti | 20 Carrizo |

| Arbitri: | Marco Rudellat Pierpaolo Canestrelli |

|                   |       |            |
| GuarinoGuarino 22 | Punti | 18 Casadei |

### Coppa Italia

#### Semifinale
| Arbitri: | Sergio Noce Beniamino Manuel Attard |

|              |        |               |
| Raspino 17   | Punti  | 11 Santarossa |
| Bertolazzi 3 | Assist | 3 Santarossa  |

#### Finale
| Arbitri: | Fabrizio Paglialunga Stefano Dal Bosco |

|           |        |              |
| Defant 15 | Punti  | 16 Casadei   |
| Parente 4 | Assist | 7 Bertolazzi |